# Dos Cielos
Dos Cielos va ser un restaurant a l'Hotel Sky, situat al Poblenou de Barcelona i gestionat pels cuiners bessons Javier i Sergio Torres. Tant el restaurant com la terrassa relacionada eren a la planta 24 de l'edifici, el quart més alt de la ciutat.
L'establiment oferia cuina tradicional catalana amb tocs de la cuina brasilera.
El 2008, l'any d'obertura, va rebre una estrella Michelin. També va ser guardonat com a Millor Restaurant de l'Any 2010 per l'Acadèmia Catalana de Gastronomia. Més tard, el 2016, l'espai va ser renovat i ampliat, a més de replicat a Madrid.
Amb tot, el 2018 se'n va produir el tancament i els germans Torres van encetar un local diferent al districte de les Corts. Aquell mateix any, li havia estat atorgada al local Dos Cielos una segona estrella Michelin.